# Werne
Werne (pronunciación en alemán: /ˈvɛʁnə/ⓘ) es una pequeña ciudad de Alemania, situada en la Renania del Norte-Westfalia. Está situada en el distrito de Unna.
Es la ciudad natal del popular escritor Dietrich Schwanitz (1940-2004).
|  |

## Localización
Limita al norte con el distrito de Coesfeld (pueblos de Nordkirchen y Aschebeck), al este con la ciudad libre de Hamm, al sur con el pueblo de Bergkamen, al sudoeste con el pueblo de Lünen  y al oeste con el pueblo de Selm.
Por la localidad pasa el río Lippe